# Демократическа партия на Ирански Кюрдистан
Демократическата партия на Ирански Кюрдистан (на кюрдски: Partî Dêmokiratî Kurdistanî Êran) е кюрдска политическа партия в Ирански Кюрдистан (Иран).
Основана е на 16 август 1945 година. Целите ѝ са извоюване на национални права на кюрдите в Иран и федерализирането на страната.

## Председатели
- Кази Мухамед (1945-1947)
- Абдула Ешагхи (1947-1973)
- Абдул Рахман Гасемлу (1973-1989)
- Мехмед Садик Шарафканди (1989-1992)
- Мустафа Хиджири (1992-1995)
- Абдула Хасанзадех (1995-2004)
- Мустафа Хиджири (от 2004)